# Wang Xiaohong
Wang Xiaohong (chiń. 王曉紅 ur. 20 listopada 1968 w Changzhou) – chińska pływaczka. Srebrna medalistka olimpijska z Barcelony.
Zawody w 1992 były jej drugimi igrzyskami olimpijskimi, debiutowała w 1988. W 1992 zdobyła srebro na dystansie 200 metrów stylem motylkowym. Na dystansie 100 metrów tym stylem była srebrną medalistką mistrzostw świata w 1991. W 1990 na igrzyskach azjatyckich zdobyła cztery złote i jeden srebrny medal.